# Edvard Fåhræus
Fredrik Edvard Fåhræus, född 26 augusti 1828 i Stockholm, död 2 oktober 1867 vid Drottningholms slott, var en svensk statistiker. 
Efter Stockholms nya elementarskola 1846 studerade han vid Uppsala universitet, där han 1851 promoverades till filosofie magister. Han fick därefter en tillfällig tjänst som kanslist i ecklesiastikdepartementet och blev året därpå ordinarie kanslist. Han övergick därefter till en lärartjänst vid sin gamla skola i Stockholm där han 1856 blev befordrad till lektor. Som lärare i elementarskolan deltog han i utarbetandet av en engelsk lärobok.
Han lämnade läraryrket 1861 för en anställning på Statistiska centralbyrån som sekreterare. Där utarbetade han Administratif och statistisk handbok (1864, fjärde upplagan utgiven av Karl Sidenbladh 1879). Han redigerade även "Sveriges och Norges statskalender" 1862–1866.
När hans far avled 1865 tog han över dennes plats i Riddarhuset som ättens huvudman. Fåhræus deltog i den sista ståndsriksdagen (1865–1866), vid vilken han  väckte motion om upprättande av ett universitet i huvudstaden.
Hans sista mer uppmärksammade arbete var det betänkande han avgav som sekreterare i det särskilda utskott, för utredandet av svenska jordbrukets ställning, grundat på ett omfattande statistiskt arbetsmaterial.
Edvard Fåhræus var son till Johan Fredrik Fåhræus (1796–1865) och Immanuella Henrika Sturtzenbecker. Han gifte sig 1861 med Carolina Mathilda Nytzell. Edvard Fåhræus var far till Fredrik och Rudolf Fåhræus. Han är begraven på Norra begravningsplatsen utanför Stockholm.